# T.N.T. for the Brain
«T.N.T. for the Brain» es el segundo y último sencillo publicado por Enigma extraído de su tercer álbum Le Roi Est Mort, Vive Le Roi!. Solo llegó al n.º 60 en las listas musicales del Reino Unido.
La canción fue cantada por Sandra, que era entonces esposa de Michael Cretu, el creador del proyecto musical Enigma, el cual interviene como segunda voz en el tema.
Fue grabado en los A.R.T. Studios de la casa de Michael Cretu en la isla de Ibiza, y publicado cuatro meses después del último sencillo «Beyond the Invisible». La portada era similar a la contraportada translúcida del álbum Le Roi Est Mort, Vive Le Roi!, de donde provino el sencillo. También fue editado de forma promocional en una caja metálica de color azul, y en el cual figuraba solo ese tema en la versión editada de Club Edit, con una duración total de 4:33 minutos. 

## Listado

### «T.N.T. for the Brain»
- CD maxi sencillo

1. Radio Edit — 4:00
2. Midnight Man Remix — 5:56
3. Album Version — 4:34
4. Instrumental Mix — 4:07

- CD sencillo

1. Radio Edit — 4:00
2. Midnight Man Remix — 5:56

- Vinilo, maxi sencillo 12 pulgadas

A1: Midnight Man Remix — 5:56

A2: Radio Edit — 4:00

B1: Album Version — 4:34

B2: Instrumental Mix — 4:07